# Bates Motel – Psycho a kezdetektől
A Bates Motel – Psycho a kezdetektől (eredeti címén Bates Motel) 2013-ban indult amerikai lélektani horror-drámasorozat, melyet eredetileg 2013. március 18. és 2017. április 24. között sugároztak. A sorozatot Carlton Cuse, Kerry Ehrin, és Anthony Cipriano alkotta meg, az Universal Television és az American Genre gyártásában az A&E kábeltelevíziós csatorna számára.
A sorozat Alfred Hitchcock 1960-as Psycho című filmklasszikusának előzménytörténete, valamint újragondolása 21. századi kortárs idősíkra adaptálva. A cselekmény a tizenéves Norman Bates (Freddie Highmore) és édesanyja, Norma (Vera Farmiga) életét meséli el, időrendileg megelőzve a Psycho-filmben bemutatott eseményeket. A fiktív helyszínt a kaliforniai Fairvale-ről az oregoni White Pine Bay városra változtatták. További főbb szerepekben Max Thieriot, Olivia Cooke és Nestor Carbonell látható.
A történet Arizonában kezdődik, Norma férjének halálával. Megözvegyülése után az asszony megvásárolja a Seafairer hotelt, hogy fiával együtt új életet kezdhessen. A későbbi évadokban nyomon követhető Norman egyre súlyosabbá váló mentális betegsége és édesanyja küzdelme ön- és közveszélyes fia, valamint az annak környezetében élők megvédése érdekében. A sorozat idővonala figyelmen kívül hagyja a Psycho folytatásait és számos szereplőnek, illetve eseménynek egy alternatív változatát mutatja be.
Az A&E próbaepizód helyett egyből megrendelte a tíz epizódból álló első évadot. 2015-ben a negyedik és ötödik évadot is berendelték, ezzel a Bates motel a csatorna leghosszabb ideig futó drámasorozatává nőtte ki magát. Főszereplői, Farmiga és Highmore alakításukkal kritikai sikert arattak: Farmiga szereplésével Primetime Emmy-jelölést és Szaturnusz-díjat nyert.
Magyarországon a sorozatot 2013. október 4-én mutatta be a Viasat 3, amely végig vetítette az első évadot. A második évadtól kezdve viszont a Viasat 6-on volt látható.

## Szereplők

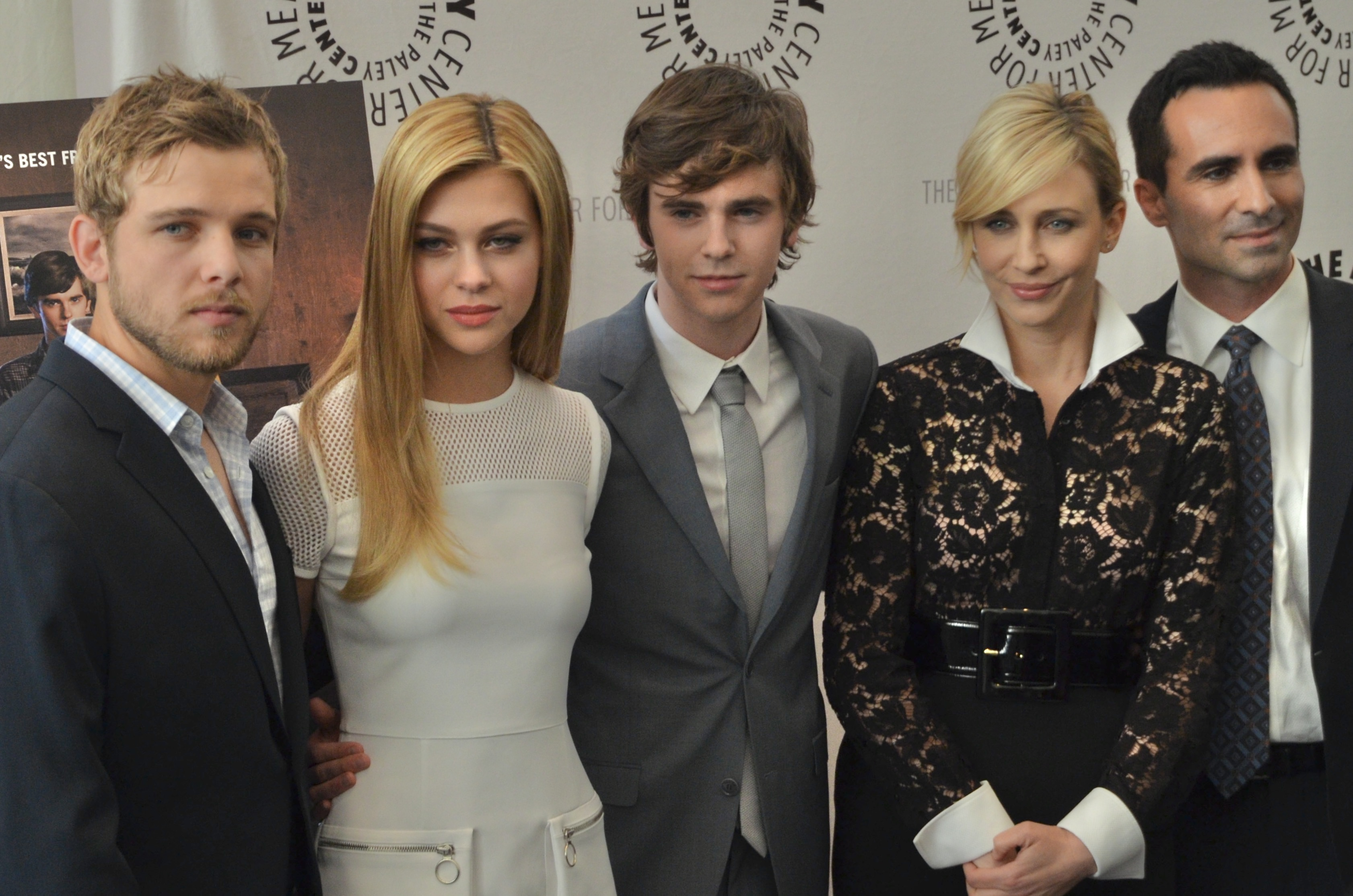
A sorozat főszereplői 2013-ban

| Színész            | Szerep           | Magyar hang           | Magyar hang                     |
| Színész            | Szerep           | 1. szinkron           | 2. szinkron                     |
| ------------------ | ---------------- | --------------------- | ------------------------------- |
| Norman Bates       | Freddie Highmore | Molnár Áron           | Baráth István                   |
| Norma Bates        | Vera Farmiga     | Pápai Erika           | Bertalan Ágnes                  |
| Dylan Massett      | Max Thieriot     | Szatory Dávid         | Szatory Dávid                   |
| Emma Decody        | Olivia Cooke     | Gáspár Kata           | Hermann Lilla[forrás?]          |
| Bradley Martin     | Nicola Peltz     | Andrusko Marcella     | Nádorfi Krisztina[forrás?]      |
| Alex Romero seriff | Nestor Carbonell | Bede-Fazekas Szabolcs | Horváth-Töreki Gergely[forrás?] |
| Caleb Calhoun      | Kenny Johnson    | Bozsó Péter           | Czvetkó Sándor                  |

## Epizódok
| Évad | Évad | Részek száma | Részek száma | Eredeti sugárzás  | Eredeti sugárzás  | Eredeti adó | Magyar sugárzás      | Magyar sugárzás    | Magyar adó |
| Évad | Évad | Részek száma | Részek száma | Évadbemutató      | Évadzáró          | Eredeti adó | Évadbemutató         | Évadzáró           | Magyar adó |
| ---- | ---- | ------------ | ------------ | ----------------- | ----------------- | ----------- | -------------------- | ------------------ | ---------- |
|      | 1.   | 10           | 10           | 2013. március 18. | 2013. május 20.   | A&E         | 2013. október 4.     | 2013. október 12.  | Viasat 3   |
|      | 2.   | 10           | 10           | 2014. március 3.  | 2014. május 5.    | A&E         | 2014. október 31.    | 2015. január 2.    | Viasat 6   |
|      | 3.   | 10           | 10           | 2015. március 9.  | 2015. május 11.   | A&E         | 2016. június 10.     | 2016. július 8.    | Viasat 6   |
|      | 4.   | 10           | 10           | 2016. március 7.  | 2016. május 16.   | A&E         | 2016. szeptember 11. | 2016. november 13. | Viasat 6   |
|      | 5.   | 10           | 10           | 2017. február 20. | 2017. április 24. | A&E         | 2017. szeptember 8.  | 2017. november 10. | Viasat 6   |

## Fordítás
- Ez a szócikk részben vagy egészben  a   Bates Motel (TV series) című angol Wikipédia-szócikk fordításán alapul.  Az eredeti cikk szerkesztőit annak laptörténete sorolja fel. Ez a jelzés csupán a megfogalmazás eredetét és a szerzői jogokat jelzi, nem szolgál a cikkben szereplő információk forrásmegjelöléseként.